# Chiesa di San Matteo (Lecce)
La chiesa di San Matteo è un luogo di culto cattolico barocco del centro storico di Lecce, situato in via dei Perroni, 29.

## Storia
Fu costruita nella seconda metà del XVII secolo, sui disegni di Achille Larducci di Salò (nipote di Francesco Borromini). Sostituì un'antica cappella quattrocentesca dedicata all'apostolo Matteo, cui era annesso un convento di Francescane. La posa della prima pietra avvenne nel 1667, ad opera del vescovo leccese Luigi Pappacoda, e fu ultimata nel 1700.
Dal 30 aprile 1810 è sede della parrocchia di Santa Maria della Luce, eretta il 16 marzo 1606 in una chiesa omonima fuori le mura e qui trasferita dopo la soppressione del monastero delle Francescane.

## Descrizione

### Esterno
Il prospetto è caratterizzato da un contrasto di linee; alla superficie convessa dell'ordine inferiore si alterna quella concava dell'ordine superiore. Il Larducci riprende il modello stilistico attuato da Francesco Borromini nella facciata della chiesa romana di San Carlo alle Quattro Fontane.
L'ordine inferiore, tripartito da due colonne su alti basamenti quadrangolari, si caratterizza per un'insolita decorazione a squame della parte centrale, contraddistinta da un elaborato portale, con un'edicola sormontata dallo stemma dell'Ordine Francescano. Ai lati, due nicchie emergono su uno sfondo a punta di diamante.
L'ordine superiore presenta una serliana coronata da una modanatura continua e due nicchie riccamente decorate. L'andamento sinuoso è accentuato dalla cornice modanata mistilinea di coronamento, sormontata da uno svettante fastigio.

### Interno
L'interno possiede una navata unica a pianta ellittica. Le cappelle, che si aprono lungo le pareti, sono intervallate da paraste con alti plinti semicircolari su cui poggiano le dodici statue lapidee degli Apostoli, realizzate nel 1692 da Placido Buffelli di Alessano. Nella navata, in corrispondenza delle cappelle, si aprono dieci bifore dalle quali le religiose assistevano alle funzioni. La copertura è stata rifatta agli inizi del XIX secolo in sostituzione dell'antico soffitto ligneo.

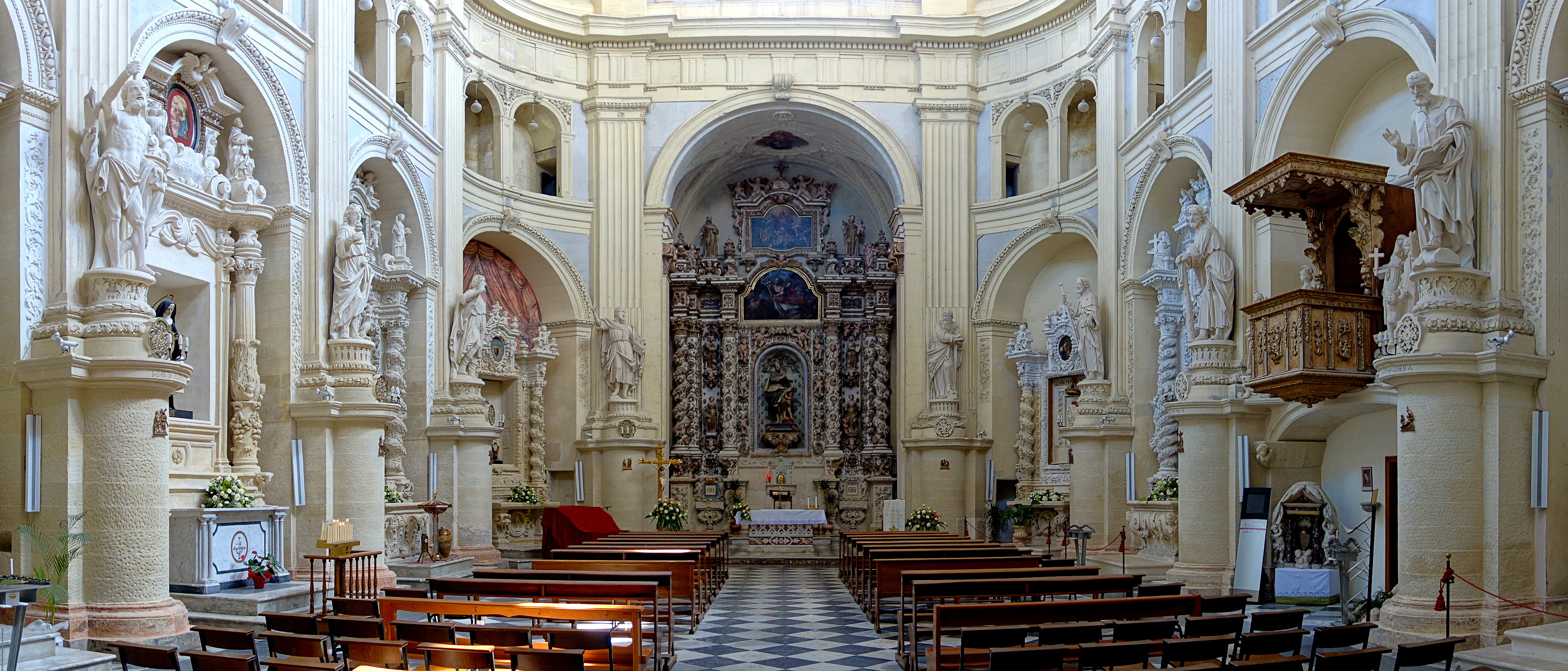
La navata

Gli altari, tipici del barocco leccese, sono attribuiti alla scuola di Giuseppe Cino. Lungo il lato sinistro della navata si susseguono diversi altari: il primo è dedicato a sant'Agata e conserva la tela de Il Martirio di Sant'Agata, realizzata nel 1813 da Pasquale Grassi. Il secondo altare è dedicato a san Francesco d'Assisi; segue quello di santa Rita da Cascia con statua in cartapesta di Raffaele Caretta. Il quarto e il quinto altare sono dedicati rispettivamente alla Madonna Immacolata e alla Pietà; quest'ultimo accoglie una pregevole statua della Pietà in legno policromo realizzata a Venezia nel 1693.
L'abside, coperto da una volta a stella, è impreziosito da un artistico altare maggiore caratterizzato da una esuberante decorazione con piccole statue di santi negli intercolunni. Al centro dell'altare si apre una nicchia contenente la statua lignea di san Matteo apostolo, scolpita nel 1691 dall'ischitano Gaetano Patalano.
Lungo il lato destro della navata, proseguendo verso l'ingresso, sono presenti altri quattro altari: il primo reca un dipinto della Madonna della Luce, un affresco cinquecentesco proveniente dall'antica chiesa di Santa Maria della Luce raffigurante la Vergine col Bambino che mostra al collo un cornetto di corallo. Seguono gli altari di sant'Anna e della Sacra Famiglia, entrambi recanti un dipinto di Serafino Elmo. Tra i due altari è posizionato un pergamo ligneo, raffinato lavoro di intaglio, affiancato da quattro statue allegoriche in pietra. L'ultimo altare è dedicato a sant'Oronzo con pala del 1736.
Sulla porta d'ingresso si conserva la copertura lignea, scolpita e dorata, dell'organo settecentesco della Basilica di Santa Croce.

## Galleria d'immagini

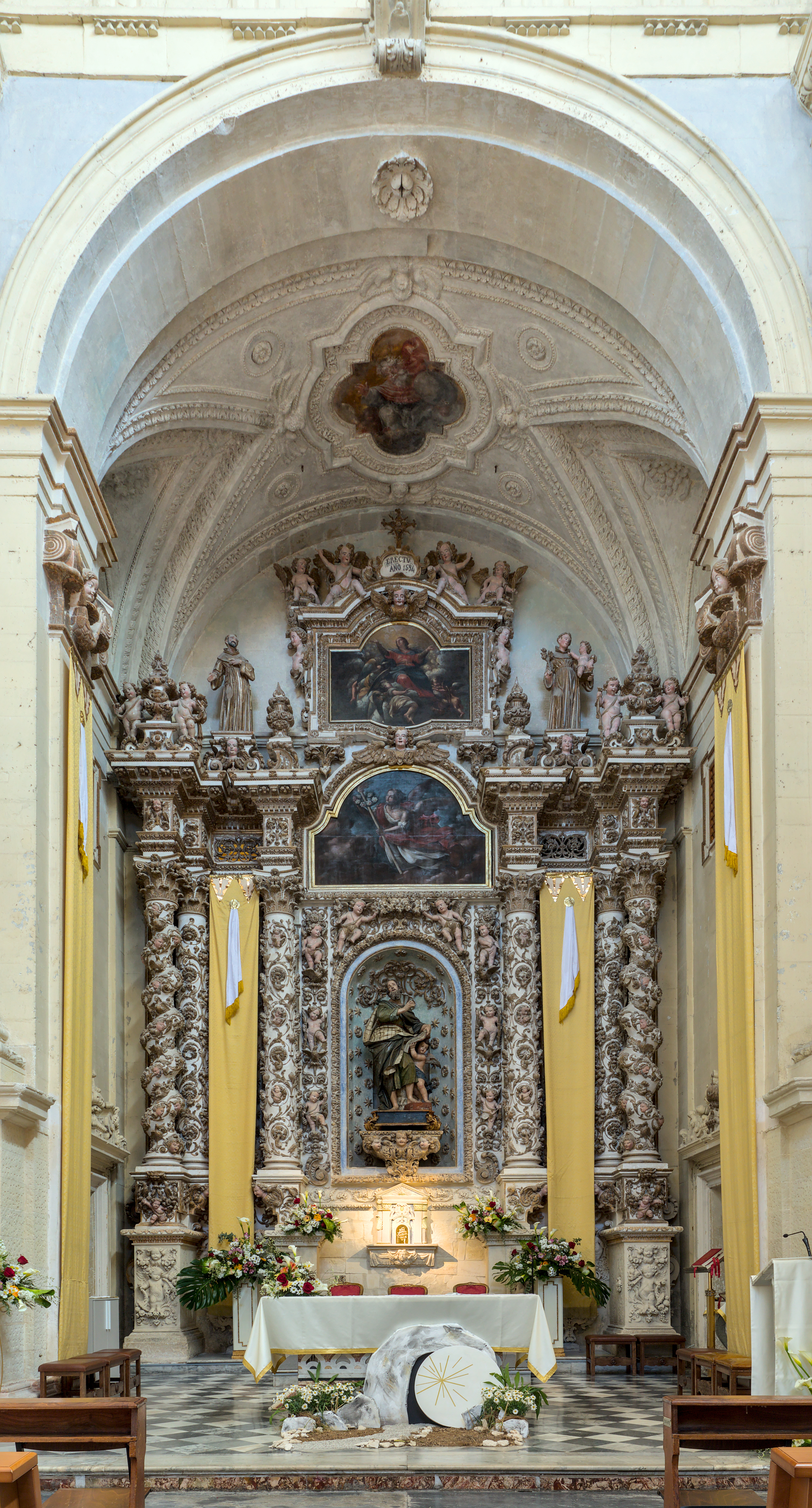
Altare Maggiore
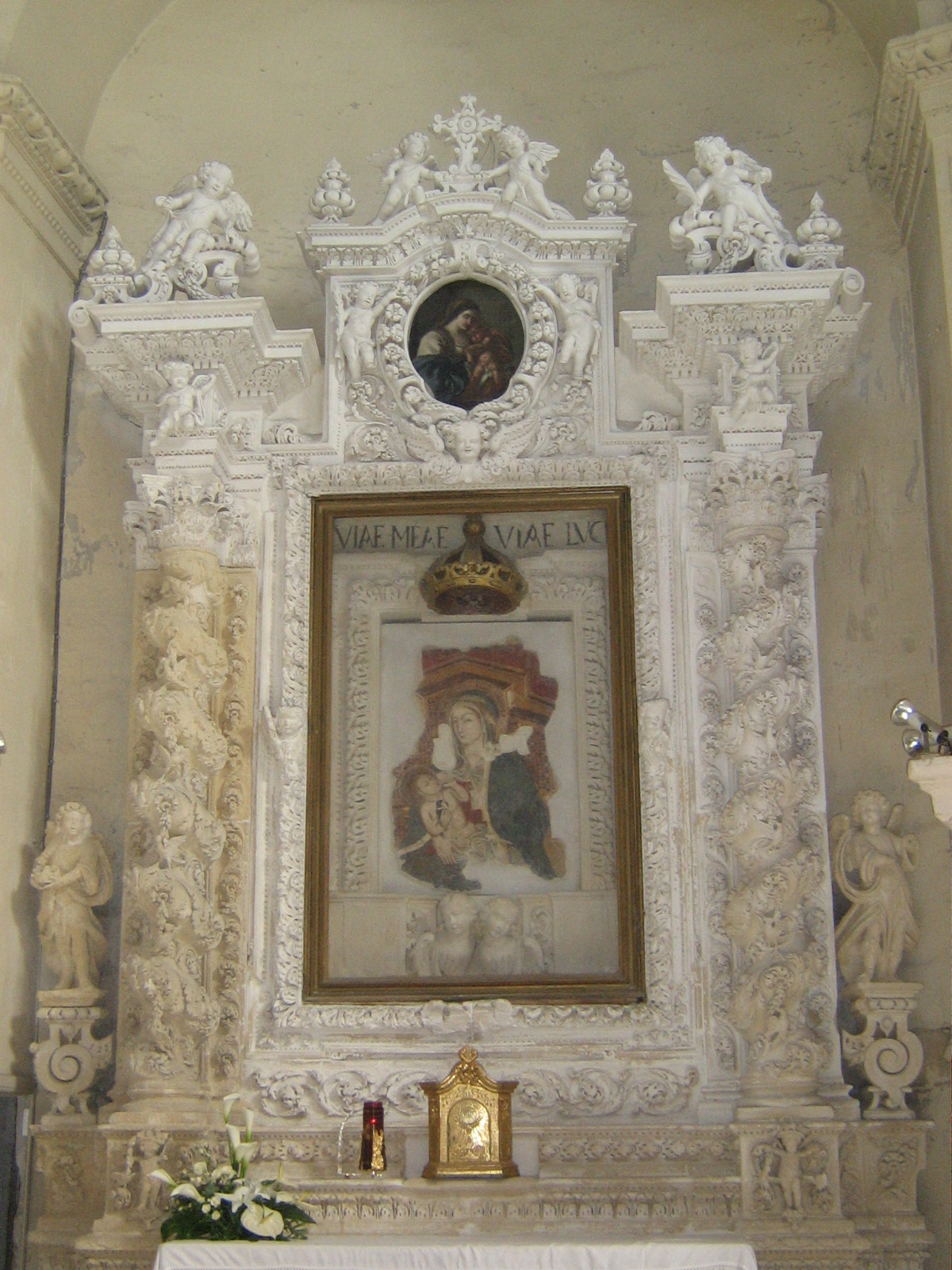
Altare Madonna della Luce
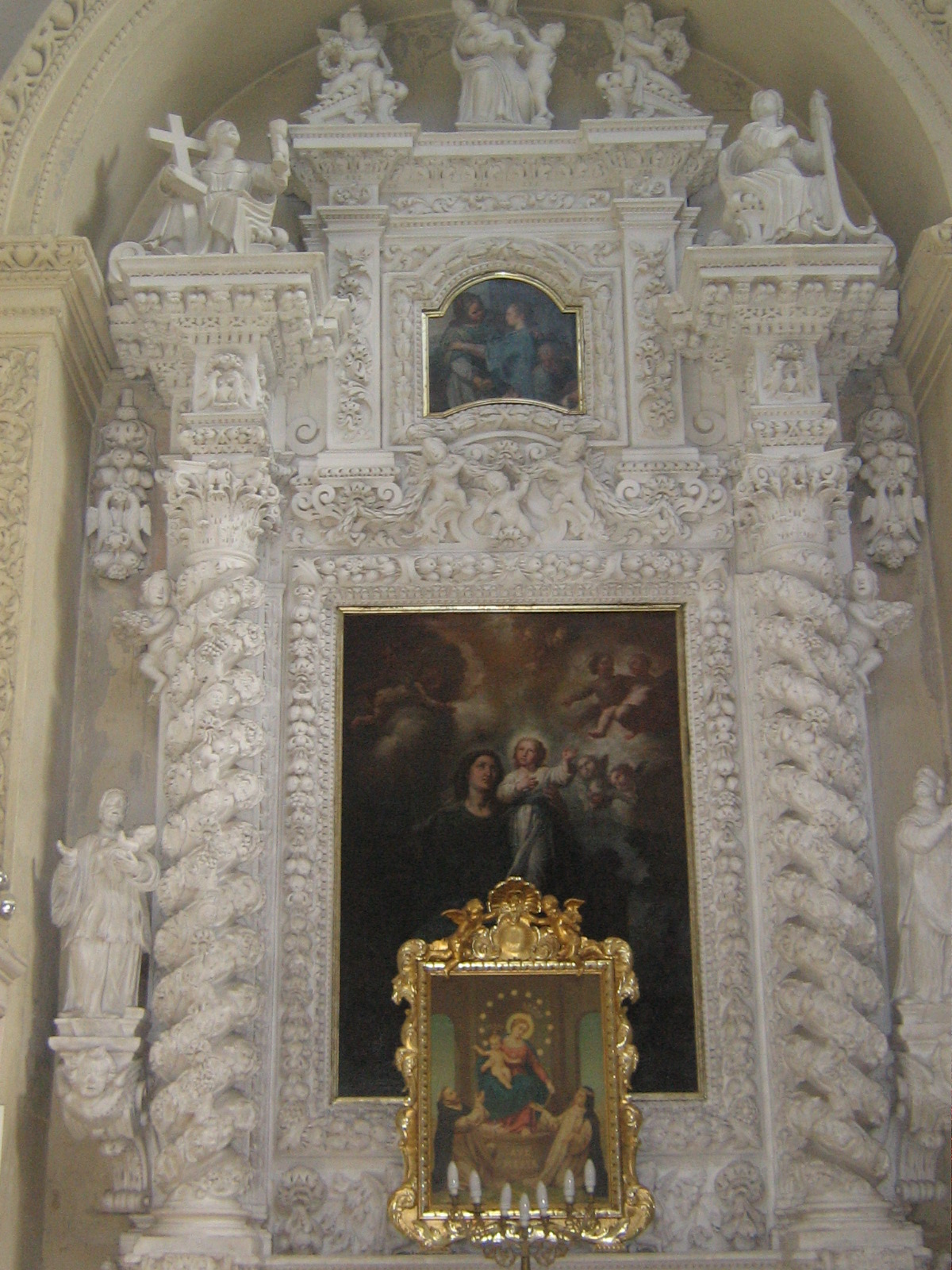
Altare di Sant'Anna
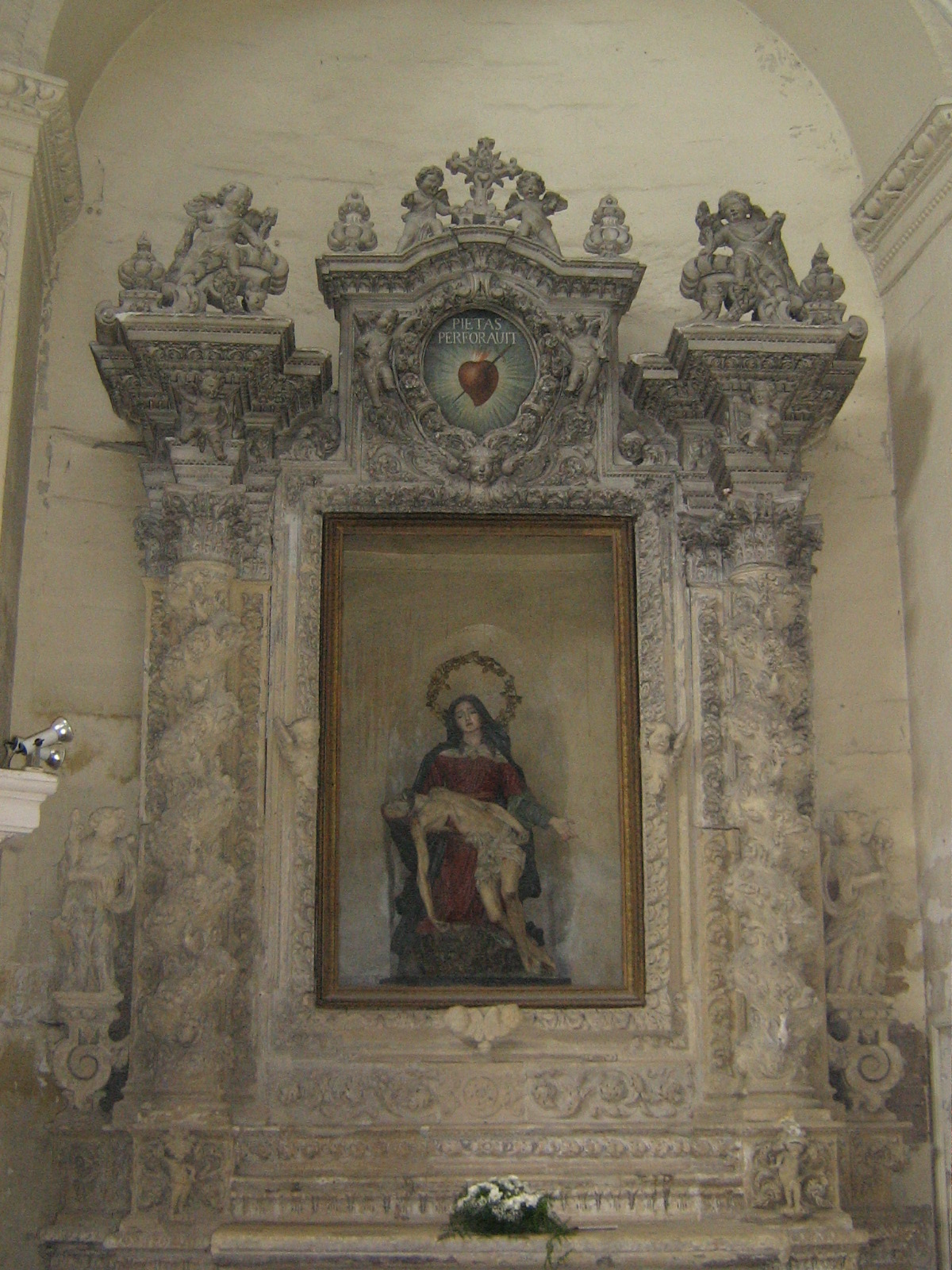
Altare della Pietà
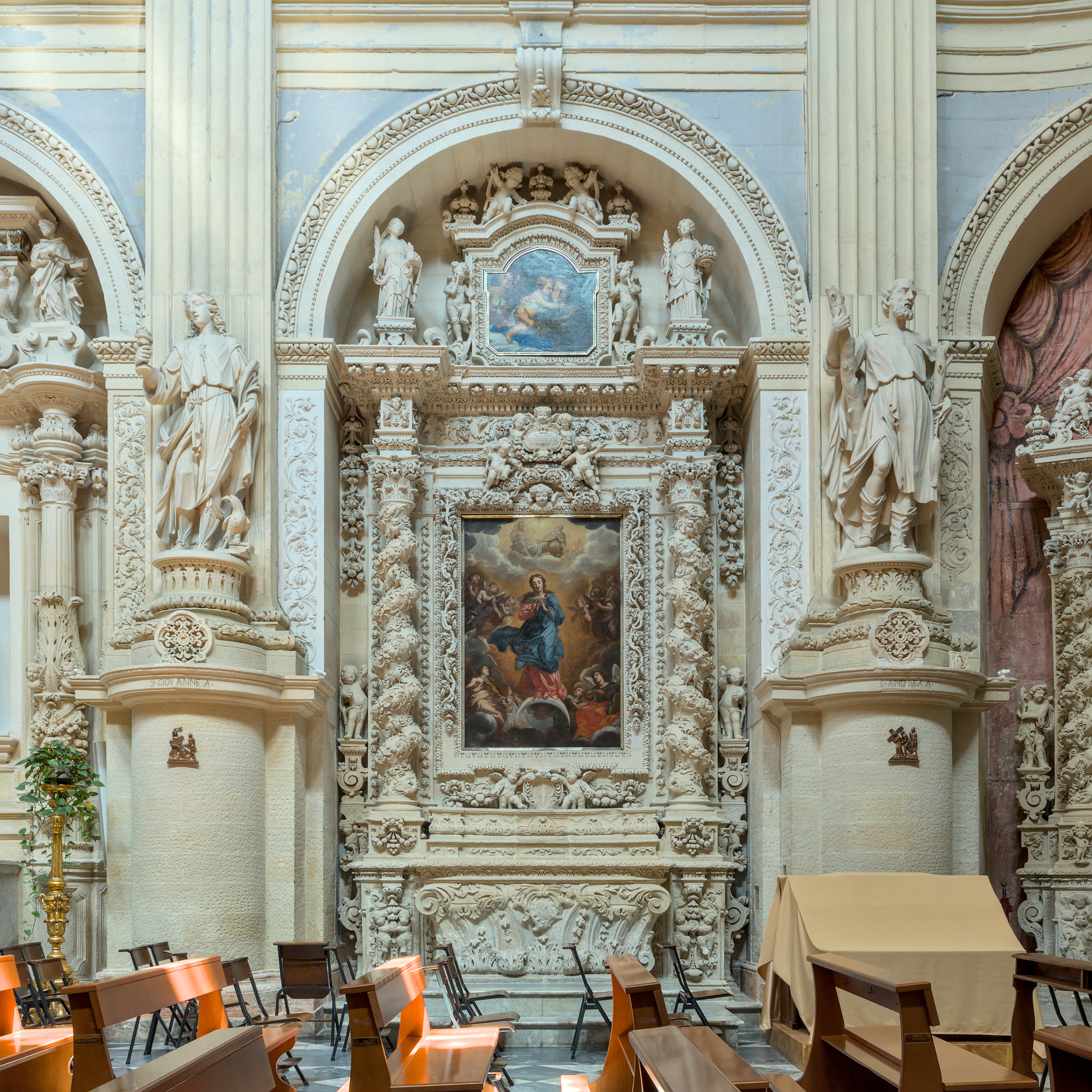
Altare dell'Assunzione
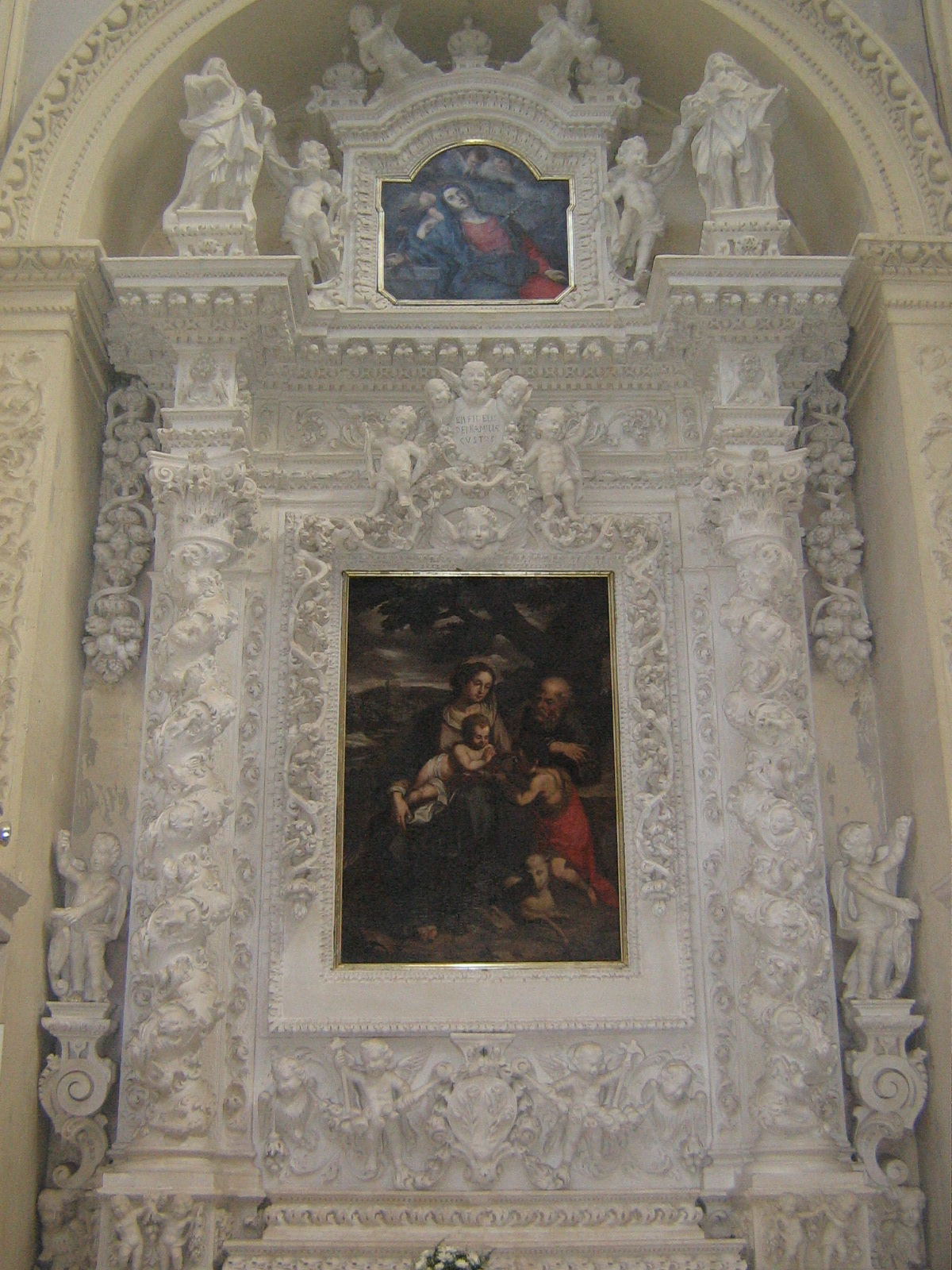
Altare della Natività
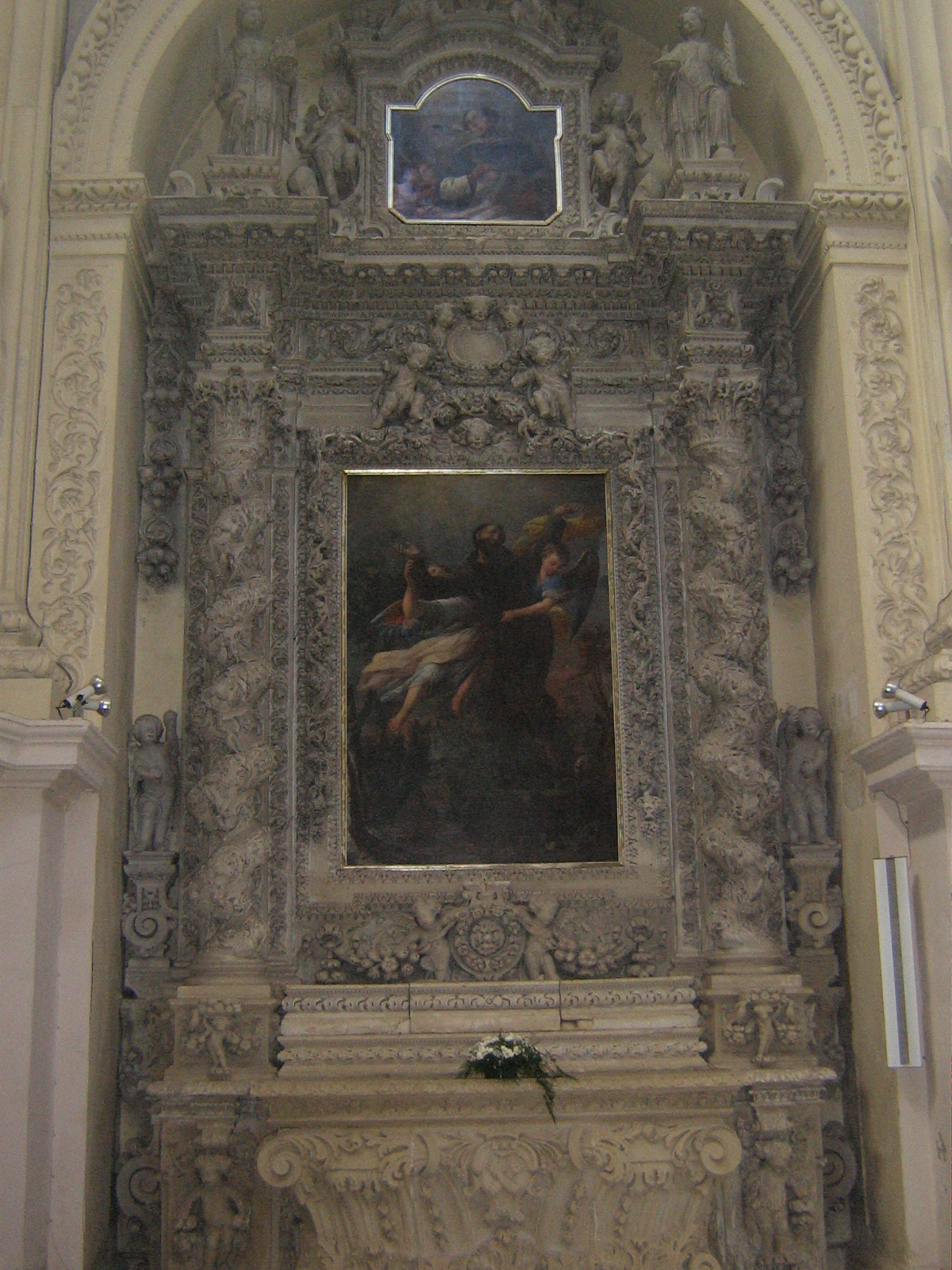
Altare di San Francesco d'Assisi
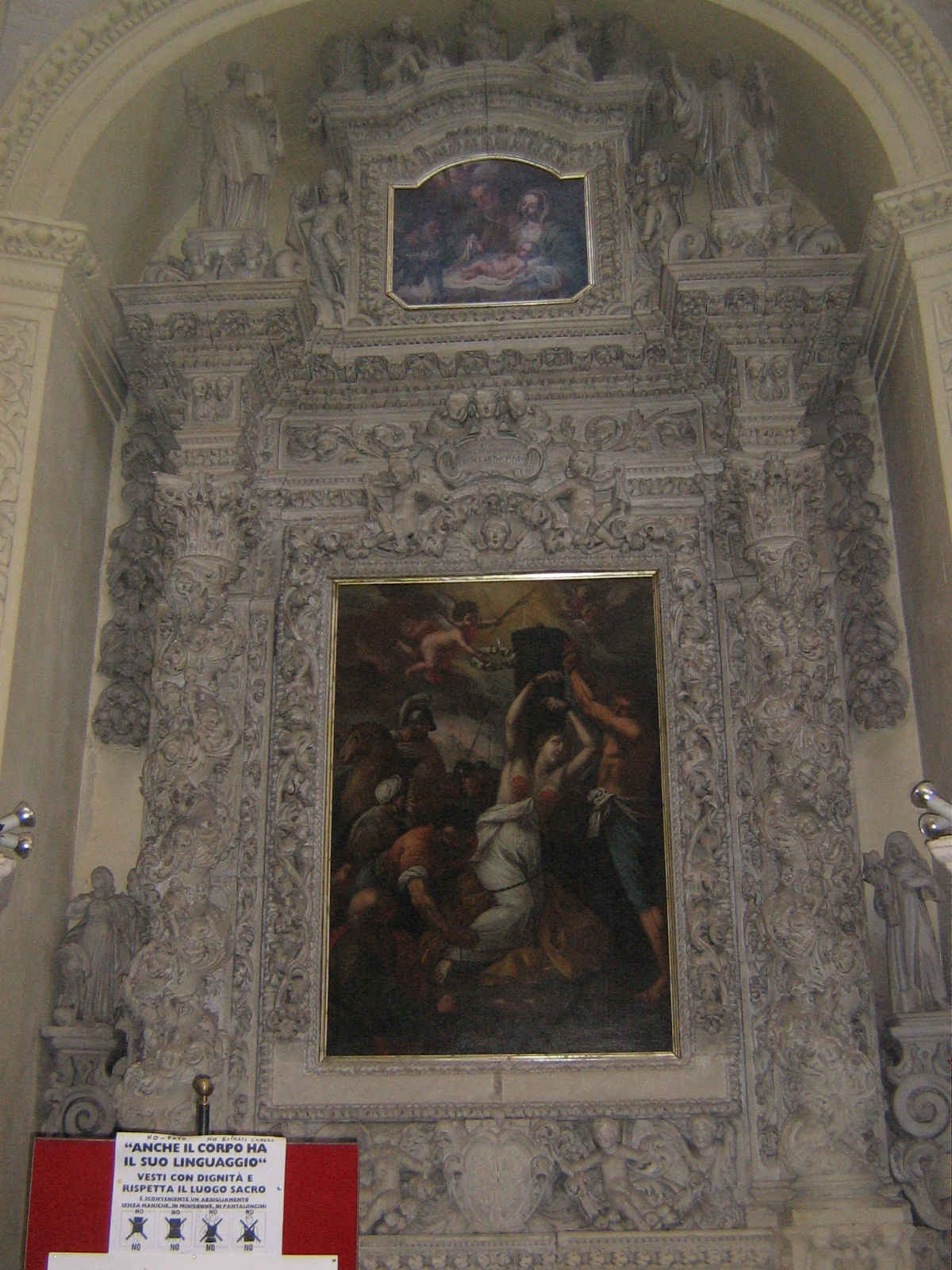
Altare del Martirio di Sant'Agata
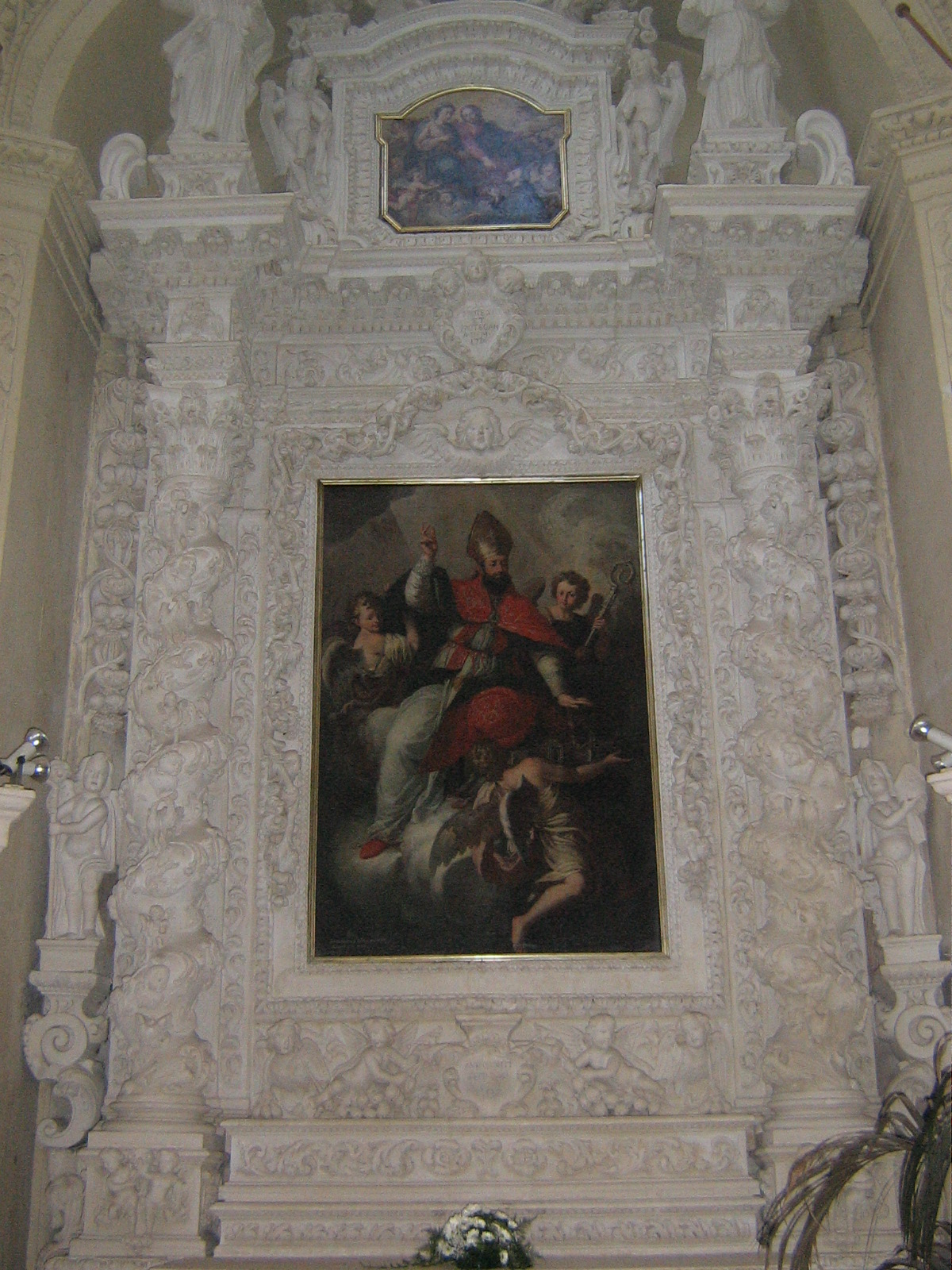
Altare di Sant'Oronzo